# Psychoda rujumensis
Psychoda rujumensis är en tvåvingeart som beskrevs av Jezek 2005. Psychoda rujumensis ingår i släktet Psychoda och familjen fjärilsmyggor. Inga underarter finns listade i Catalogue of Life.